# Col·lecció Museogràfica del Vidre de l’Olleria
La Col·lecció Museogràfica del Vidre de l’Olleria es un museu ubicat a l'Olleria, a la comarca de la Vall d'Albaida. Té la seua seu al Palau dels Marau, també conegut com Casa dels Santonja, i el seu àmbit de coneixement és l'indústria del vidre.
L'any 2017 entrà a formar part de la Xarxa de Museus Etnològics Locals, coordinada pel Museu Valencià d'Etnologia.

## Història i context
El 3 de maig de 2009 lva ser reconeguda oficialment per la Generalitat com a col·lecció museogràfica permanent de la Comunitat Valenciana, als efectes establits en la Llei 4/1998, d’11 de juny, , del patrimoni cultural valencià, i en l’Ordre de 6 de febrer de 1991, de la Conselleria de Cultura, Educació i Ciència.
Hi ha constància documentada de presència de la indústria del vidre a l'Olleria des del segle xvii, amb la presència d'un forn al convent de les monges agustines de sant Josep i santa Ana. Possiblement fou en aquesta data quan el forn es traslladà al carrer sant Roc, una ubicació tradicional de l'activitat. L'antic forn va anar passant de generació en generació fins a arribar a les germanes Ana i Elena, conegudes com les Gisbertes.
Sembla que al segle xix l'activitat disminuí, ja que Miñano, en 1826, parla de dues fàbriques de vidre a la localitat (la de les Gisbertes i una altra) però, Madoz en 1845 en parla d'una sola. Al segle xx hi hagué més activitat; hi ha catalogades com a béns immobles d'etnologia cinc instal·lacions diferents al poble, totes elles actives al segle xx. En 1924, les germanes Gisbert reprengueren la marxa del forn, substituint l'antic per d'altres dos i ubicant la fàbrica un poc més cap avall d'on s'hi trobava l'anterior, al cantó del carrer sant Roc i Dos de Maig. A més sorgiren noves empreses a partir de la nissaga de les Gisbertes. La fàbrica de vidre Santa Lucía fou creada en 1928 pels germans Juan Albiñana (Vicente i Rosendo) que s'independitzaren del Forn de les Gisbertes després de la mort d'un tercer germà: Bautista, aquell mateix any. El nom social era Santa Lucía. Viuda de Bautista Juan Albiñana. I també als 1920 Rosendo Juan Albiñana, conegut amb el malnom de "Els Tremendos", fundà una fàbrica pròpia al carrer de la Font Nova, on abans de la guerra civil treballaven entre seixanta i setanta operaris.
La guerra de 1936 va reduir substancialment l'activitat. El forn de les Gisbertes va aturar-se per falta de mà d'obra, com també va succeir amb la fàbrica de Rosendo Albiñana. Un cas diferent va ser el de la fàbrica Santa Lucía, que fou col·lectivitzada i, després de guerra, va ser confiscada i deixà de pertànyer a Vicente Juan Albiñana i els seus fills, passant a denominar-se Santa Lucía. Juan, Moscoso y Sánchez, pels cognoms dels nous propietaris. Deixà de funcionar com a fàbrica de vidre cap als anys setanta de segle XX però, en la dècada dels huitanta, tornà a obrir les portes com a fàbrica de cadires.
Després de guerra es reactivà l'activitat. A la dècada de 1940 hi aparegué una nova societat, Fabrilo (Fabril Glas), que durant les dècades de 1970 i 1980 va ampliar les seues dependències amb naus industrials, fins que el 2001 es va traslladar al polígon industrial.
D'altra banda la societat de Rosendo Albiñana també va reactivar-se desprès de guerra, donant lloc a l'empresa Vidrios de Levante la qual, per l'ampliació de les seues dependències, canvià de lloc al carrer Ravalet en la dècada de 1960; en 2004 tancà definitivament les seues portes.
També reprengueren la tasca les Gisbertes. Al Directorio Valenciano Bailly-Baillière-Riera de 1951 s'esmenta que el forn de les Gisbertes s'anomenava a les hores Suc. De Elena. Es decpneix la data exacta del definitiu tancament del forn però degué ocòrrer sobre els anys setanta de segle XX ja que, en una fotografia de 1980, s'hi mostra el mal estat de conservació de l'edifici. Finalment, fou en 1989 quan s'enderrocaren els forns i l'edifici deixant pas a un solar.

## Seu
La seua seu es troba a l'edifici conegut com Casa dels Santonja, que abans fou Palau dels Marau, al carrer del Ravalet 11, dins la población de l'Olleria.

## Col·leccions
La col·lecció inclou unes mil peces de vidre de diferents èpoques i valor, fruit de les donacions dels veïns d'Ollería. Posseeix peces úniques dels segles XVIII i XIX, encara que la major part de les peces són del segle xx. A les seves instal·lacions també hi ha un forn de vidre tradicional amb diversos tipus d'instruments per modelar i treballar aquest material.